# 김인배 (1870년)
김인배(金仁培, 1870년 6월 10일 ~ 1894년 12월 7일)는 조선의 농민 운동가이자 전남 동부와 서부 경남 일대를 호령하던 동학의 영호대접주였다. 본명은 용배(容培)이고, 본관은 김해(金海)이다.

## 생애
전라도 금구(金溝) 출신으로 1894년 김덕명(金德明)과 함께 고부 농민 봉기 때 농민군에 가담하였고 농민전쟁의 3대 지도자 가운데 한 명인 김개남(金開南)의 측근으로 발탁되었다.
1894년 6월 말 무렵에 동학농민군을 이끌고 순천에 들어와 영호도회소를 설치하고 영호대접주(嶺湖大接主)가 되어 영호남을 통할하였고 이어 9월에 하동에 진출하여 도소를 설치하고 진주성에 입성하여 대도소를 설치하였다. 
10월 이후에는 광양에서 일본군과 관군을 상대로 접전을 벌였으며, 여수 좌수영을 줄기차게 공격하며 남도로 상륙하는 일본군을 맞아 항전했다. 광양 민보군과의 접전에서 체포되어 1894년 12월 7일 광양객사에서 효수되었다. 당시 그의 나이 스물다섯이었다.